# Joachim Stach
Joachim Stach, född 8 augusti 1896 i Posen, död 2 maj 1945, var en tysk SS-Standartenführer och överste i Schutzpolizei.
Vid krigsutbrottet 1939 var Stach kommendör för Sicherheitspolizei (Sipo) och Sicherheitsdienst (SD) i Danzig. 1941–1942 var han kommendör för Ordnungspolizei i Lemberg i Galizien. Han dog i strid under andra världskrigets sista dagar.